# Забайкальск
Забайка́льск — посёлок городского типа в России, административный центр Забайкальского округа Забайкальского края.
Расположен в приграничной полосе, в 46,6 км к юго-востоку от государственной границы с Монголией, в 123,7 м от государственной границы с Китаем. Расстояние до Читы составляет 486 км.
В посёлке располагается станция Забайкальск Забайкальской железной дороги, на которой находится железнодорожный пункт пропуска на российско-китайской границе напротив города Маньчжурии (КНР). С северо-запада на юго-восток посёлок огибает азиатский маршрут AH6 по автодороге А350. Юго-восточнее посёлка располагается МАПП «Забайкальск».
Население — 13 445 чел. (2021).

## История
Основан в 1904 году как железнодорожный разъезд № 86 Китайско-Восточной железной дороги. После конфликта на КВЖД в 1929 году разъезд был переименован в станцию Отпор. Станция играла важное значение в советско-японской войне 1945 года.
В 1952 году населённый пункт при станции получил статус села. В 1954 году село Отпор стало посёлком городского типа. В 1958 году по просьбе правительства Китайской Народной Республики посёлок Отпор был переименован в более нейтральное — Забайкальск. В 1966 году Забайкальск стал районным центром.
В 1992—1995 годах на Забайкальской железной дороге сводные группы стрелковых подразделений военизированной охраны МПС России осуществляли борьбу с массовыми хищениями грузов и грабежами в парках станции Забайкальск, совершаемыми местным населением и лицами, специально приезжавшими в этот регион из других частей страны.
Кинорежиссёр Станислав Говорухин писал:

Убийственное впечатление произвёл на нас город Забайкальск в Читинской области. Весь город занимается тем, что грабит железнодорожные вагоны, идущие из Китая. В вагонах — обувь, сигареты, водка, пиво, пуховики, пуховые одеяла, аппаратура, велосипеды… Грабят в основном дети и подростки. Ходим по «улице миллионеров» (так называется улица, примыкающая к железнодорожным путям, — очень удобно грабить) и везде натыкаемся на аккумуляторы… Тучи детей совершают там ежедневно набеги на вагоны с сахаром. Пробивают ломом днище вагона, высыпают сахар прямо на шпалы, собирают в мешки и несут через забор и дальний пустырь к тому месту, где их ждут грузовики со взрослыми дядями.

На 2015 год в Забайкальске имелось: три библиотеки, больница, поликлиника, Дом культуры, Детский дом творчества, ФОК, районный узел связи, почта, информационный центр, железнодорожный вокзал, отделение Сбербанка, ВТБ, АТБ, хоккейные, футбольные, волейбольные площадки. Функционируют спортивные клубы и секции танцев для детей и взрослых в МУЗ Дом культуры.

## Население
| 1959    | 1970    | 1979    | 1989    | 2002    | 2009    |
| ------- | ------- | ------- | ------- | ------- | ------- |
| 6970    | ↘6265   | ↗6834   | ↗8632   | ↗10 210 | ↗10 899 |
| 2010    | 2011    | 2012    | 2013    | 2014    | 2015    |
| ↗11 769 | ↗11 842 | ↗12 221 | ↗12 421 | ↗12 587 | ↗12 917 |
| 2016    | 2017    | 2018    | 2019    | 2020    | 2021    |
| ↗13 030 | ↗13 141 | ↗13 154 | ↗13 308 | ↘13 279 | ↗13 445 |

## Спорт
Сейчас в забайкальске развивается спорт, существуют такие спортивные команды как:

FOX(волейбол) - девочки 9-11 класс, базируется на территории ФОК забайкальск

ХК Забайкалец(хоккей) - в него входят детская команда "Метеор" (2010-2014) мальчики
—"Бешенные шайбы" основа команды 40+, но есть и игроки с 2009г рождения и старше.
—"СОЮЗ" - объединение команд "Бешенные шайбы" и "Союз Краснокаменск".
Мужская волейбольная команда "ЗБК" - базируется в ФОКе, 25+
Развит настольный теннис, есть такие секции. Самая крупная из них находится в школе №1. 

Был проект о постройке Ледового дворца, но из за бездействия администрации его отдали и поставили в Приаргунске

## Достопримечательности
- Парк Победы
- Памятник Ленину
- Памятник неизвестному солдату
- Памятник, посвящённый воинам-интернационалистам, участникам локальных войн и военных конфликтов, воинам десантникам и военнослужащим пограничных войск[21]
- Памятник морякам, морякам-подводникам и морским пехотинцам, погибшим в военное и мирное время при выполнении своего воинского долга
- Остатки археологического памятника эпохи киданей «Вал Чингисхана»
- Памятник Алёше «Поклонимся великим тем годам»
- Историко-краеведческий музей[22]

## Перегрузочный терминал
6 октября 2008 года в Забайкальске состоялось открытие модернизированного терминала по перегрузке контейнеров со стандартноколейных платформ на ширококолейные. Обновлённый терминал сможет обрабатывать до шестисот вагонов ежесуточно, в то время как до модернизации здесь перегружали лишь сто вагонов в сутки. Пропускная способность терминала — свыше 470 тысяч контейнеров (более одного миллиона тонн грузов) в год.
Общая стоимость работ по модернизации терминала составила 1,5 млрд рублей, при ориентировочном сроке окупаемости — три года.

## Отражение в культуре и искусстве
- Документальный фильм Станислава Говорухина «Великая криминальная революция», 1994 г. (сюжет о хищении грузов на станции Забайкальск)